# Henna Johansson
Henna Katarina Johansson (Gällivare, 1º maggio 1991) è una lottatrice svedese, specializzata nella lotta libera.

## Palmarès
- Mondiali

Mosca 2010: bronzo nei 63 kg.
Nur-Sultan 2019: bronzo nei 62 kg.
- Europei

Vilnius 2009: bronzo nei 63 kg.
Belgrado 2012: oro nei 67 kg.
Kaspijsk 2018: bronzo nei 65 kg.